# 巴蓋烏帕齊拉
巴蓋乌帕齐拉是孟加拉国拉傑沙希縣的一个乌帕齐拉，位於拉傑沙希专区的拉傑沙希縣。。

## 人口
據1991年孟加拉國人口普查，巴蓋共有戶數29,056戶，人口153931人。其中男性佔比51.48%，女性佔比48.52%；成年人口77,686人。該地7歲以上人口之平均識字率為26.2%。